# Bad Blood (2024)
WWE Bad Blood 2024 року — це шоу професійного реслінгу, організоване американською компанією WWE. Це був четвертий захід Bad Blood, який відбувся в суботу, 5 жовтня 2024 року (за місцевим часом), на Стейт Фарм-арені в Атланті, штат Джорджія. Подія була проведена у 27-у річницю першого шоу з даною назвою, під час якого вперше пройшов матч у «Пекельній клітці» (англ. Hell in a Cell). Bad Blood транслювалось за принципом платних трансляцій (PPV) та лайвстримінгом і було проведене для реслерів з брендових підрозділів промоушена RAW та SmackDown. Це був перший Bad Blood з 2004 року, а також перший, який транслювався на лайвстримінгових платформах WWE. Наомі та чинні командні чемпіонки WWE Б'янка Белер та Джейд Каргілл виступили ведучими шоу.
Шоу стало першою подією WWE, яке відбулося одночасно з PPV-змаганням Ultimate Fighting Championship (UFC) UFC 307 — з моменту об'єднання двох компаній під прапором TKO Group Holdings у вересні 2023 року.
На заході було проведено п'ять поєдинків. У головній події від бренду SmackDown Беззаперечний чемпіон WWE Коді Роудс і Роман Рейнс перемогли «Родовід» (Соло Сікоа і Джейкоба Фату) в командному бою. У матчі-відкритті, який був головним двобоєм від RAW, Сі Ем Панк переміг Дрю МакІнтайра в матчі у «Пекельній клітці». Подія ознаменувалася поверненням Ракель Родрігес, Джиммі Усо та Скелі, а також появою Білла Голдберга. Шоу також відзначилося введенням титулів чемпіонів Crown Jewel (для чоловіків й жінок відповідно).

## Виробництво

### Історія

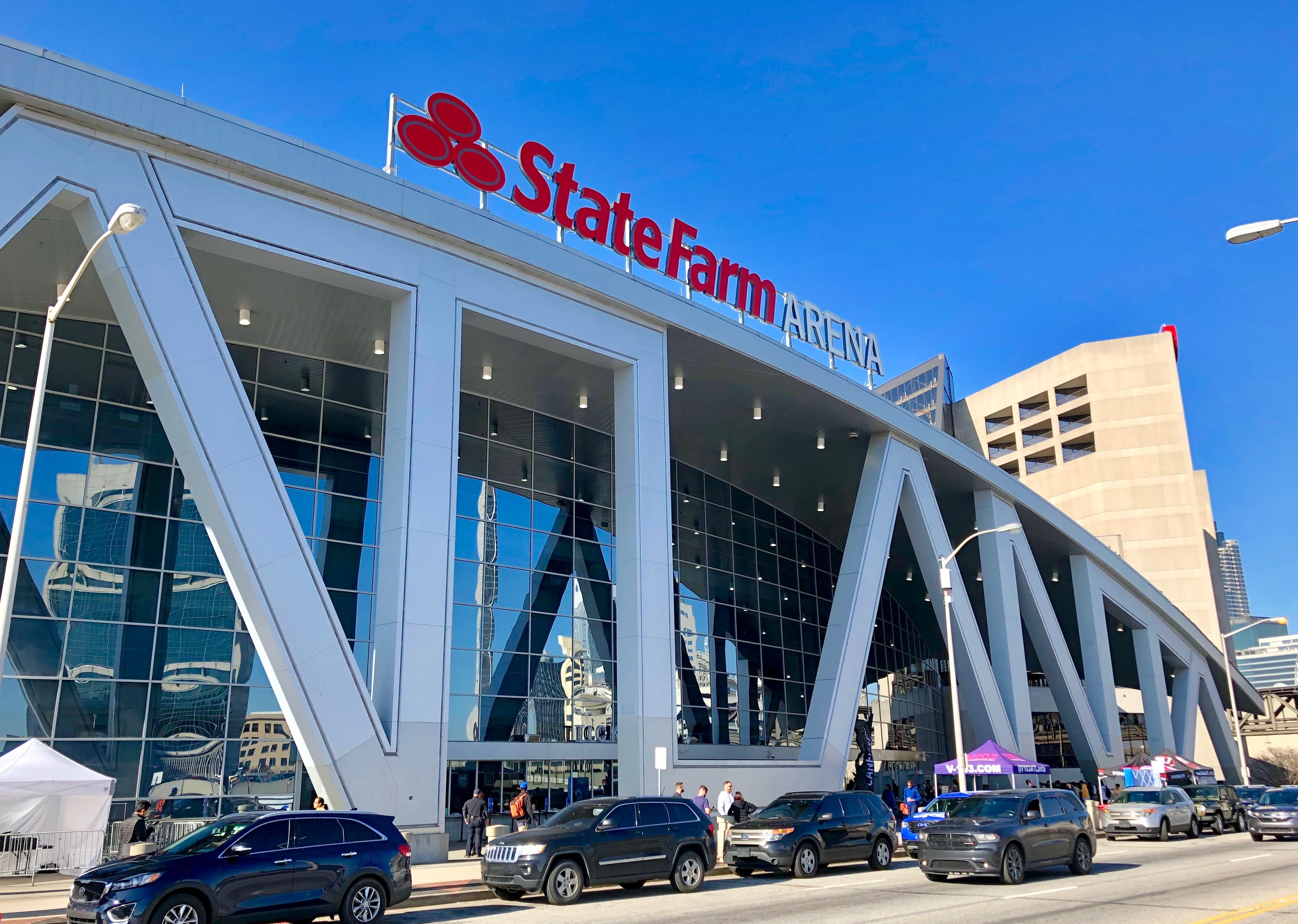
Подія відбудеться на Стейт Фарм-арена в Атланті, Джорджія

«Bad Blood» — шоу професійного реслінгу, організоване американським промоушеном WWE. Вперше проведене як 18-е PPV-шоу «In Your House» у жовтні 1997 року; «In Your House» була серією щомісячних PPV-шоу, вперше організованих тодішньою World Wrestling Federation (WWF) з травня 1995 року по лютий 1999 року. Бренд «In Your House» було знято з виробництва після «St. Valentine's Day Massacre: In Your House», коли компанія перейшла до встановлення постійних назв для кожного зі своїх щомісячних PPV. Через шість років та після того, як на початку 2002 року промоушен був перейменований у World Wrestling Entertainment (WWE), Bad Blood повернувся як PPV з власним ім'ям й відбувся в червні 2003 року, ставши ексклюзивним для реслерів бренду RAW, в межах сюжетного розділу ростеру компанії на два бренди й реслери виступали виключно на одному з них. Bad Blood 2004 року став останнім заходом під такою назвою, оскільки його двічі замінили One Night Stand і Vengeance, які відбулися в червні наступного року. Спочатку Bad Blood планувалося відродити в липні 2017 року, але ці плани були скасовані на користь шоу під назвою «Great Balls of Fire».
6 липня 2024 року WWE виклала на YouTube відео за участю Беззаперечного чемпіона WWE Коді Роудса та американського продюсера Metro Boomin, в якому вони офіційно оголосили про повернення «Bad Blood» після перерви в 20 років. Четверте «Bad Blood», було заплановане для проведення на Стейт Фарм-арені в Атланті, штат Джорджія й пройшло у суботу, 5 жовтня 2024 року (за американським часом), в 27-у річницю першого «Bad Blood». У ньому взяли участь реслери з брендів RAW та SmackDown й, окрім звичного формату PPV по всьому світу, це було перше Bad Blood, яке транслювалось наживо на лайвстримінгових платформах WWE: Peacock у США та WWE Network у більшості країн світу.

### Сюжети
Шоу включало в себе 5 поєдинків (два з яких титульні), які стали результатом сценарних сюжетних ліній. Результати визначались сценаристами WWE на брендах RAW та SmackDown, тоді як сюжетні лінії створювались на щотижневих телевізійних шоу WWE: Monday Night Raw та Friday Night SmackDown.
На SummerSlam Лів Морган перемогла Рію Ріплі і зберегла за собою титул чемпіонки світу після, здавалося б, випадкового втручання екранного коханця Ріплі і партнера по «Судному дню», «Брудного» Домініка Містеріо. Однак після матчу Містеріо покинув Ріплі і поцілував Морган, розірвавши попереднє партнерство. Пізніше, тієї ж ночі, інший член «Судного дня» Деміан Пріст втратив титул чемпіона світу у важкій вазі після зради свого товариша по угрупованню Фінна Балора. Згодом Балор виключив Пріста і Ріплі з гурту, а новим складом «Судного Дня» стали: Балор, Містеріо, Морган, Джей Ді МакДона і Карліто. Опісля, на шоу Bash in Berlin, відбувся змішаний командний матч між «Двійнею Терору» (англ. The Terror Twins), а саме Прістом і Ріплі та «Судним днем» (Містеріо і Морган), який виграв перший дует, причому Ріплі утримала Морган, незважаючи на втручання решти учасників угруповання. У наступному епізоді RAW Морган напала на Ріплі, травмувавши їй ногу, а Пріст, заручившись підтримкою Джея Усо, вдало протистояв Балору і МакДоні. Наступного тижня було оголошено, що Морган захищатиме свій титул у матчі-реванші з Ріплі на Bad Blood, водночас стало відомо, що на цьому ж заході Пріст битиметься з Балором. Пізніше, в епізоді RAW від 23 вересня, Рія Ріплі під час словесної перепалки з Лів Морган та Домініком Містеріо повідомила, що її та Лів матч має пройти без втручань з боку Домініка  — реслера буде замкнено у підвішеній акулячій клітці.
На Royal Rumble, Сі Ем Панк вибив Дрю МакІнтайра з чоловічого, однойменного з назвою шоу, матчу. Однак МакІнтайр травмував трицепс Панка після невдало проведеного коронного прийому Future Shock DDT. Протягом наступних кількох місяців МакІнтайр висміював Панка в соціальних мережах після завданої останньому травми. Панк помстився, позбавивши МакІнтайра тільки-но виграного титулу чемпіона світу у важкій вазі на Реслманії XL у квітні, а також зіпсувавши його чемпіонські матчі на Clash at the Castle: Scotland, на батьківщині МакІнтайра в червні, і на Money in the Bank в липні, при спробі Дрю використати виграний контракт Money in the Bank. На SummerSlam МакІнтайр переміг Панка, а спеціальним запрошеним рефері був Сет «Фрікін» Роллінс. Це призвело до матчу-реваншу з ременем на Bash in Berlin, який виграв Панк. Після матчу Панк знайшов вкрадений МакІнтайром браслет, який був йому подарований і на якому були імена його дружини (Ей Джей Лі) та собаки (Ларрі). У наступному епізоді RAW МакІнтайр жорстоко напав на Панка і порвав браслет. У наступному епізоді Дрю заявив, що завершив кар'єру Панка, але генеральний менеджер RAW Адам Пірс повідомив МакІнтайра, що той зустрінеться з Панком у матчі в «Пекельній клітці» на Bad Blood.
На шоу King and Queen of the Ring, 25 травня, Ная Джакс виграла турнір Королева Рингу, заробивши собі бій за титул чемпіонки WWE на SummerSlam, котрий вона виграла у Бейлі після втручання своєї союзниці Тіффані Страттон і завоювала таким чином чемпіонський пояс. 30 серпня, в епізоді SmackDown, Страттон втрутилася в захист титулу Джакс, але була зупинена Бейлі, що повернулася до виступів. В епізоді SmackDown від 13 вересня Джакс заявила, що генеральний менеджер синього бренду, Нік Алдіс повідомив її про майбутній захист нею чемпіонського титулу на Bad Blood. Опісля, до рингу прийшла Бейлі і заявила, що хоче реваншу, а пізніше на ринг зайшла Наомі і також зажадала титульний матч. Тоді Джакс запропонувала провести командний матч між нею і Страттон та Бейлі й Наомі на наступному тижні, але з двома умовами. Якщо Бейлі та Наомі переможуть, то та з них, хто принесе свої команді звитягу зустрінеться з Джакс у бою за титул на Bad Blood. Однак, якщо переможуть Джакс і Страттон, то утримана або підкорена реслерка буде змушена назавжди покинути SmackDown, на що Бейлі і Наомі погодилися. На випуску SmackDown від 20 вересня, Наомі й Бейлі перемогли у командному торнадо-матчі, але утримали одночасно Джакс. В підсумку, Нік Алдіс призначив матч один на один потенційним претенденткам за титульну можливість на наступний епізод шоу синього бренду. Бейлі виграла претендентський матч під час епізоду SmackDown від 27 вересня, а Джакс пригрозила Тіффані наслідками в разі втрати чемпіонського титулу на Bad Blood.
Під час другого вечору Реслманії XL, 7 квітня, Коді Роудс переміг Романа Рейнса і здобув титул Беззаперечного чемпіона WWE у матчі за «правилами Родоводу» (де-факто, у матчі без дискваліфікацій), завершивши історичний рейн Рейнса на позначці у 1316 днів. Після цієї події, Рейнс взяв тривалу перерву, а Соло Сікоа призначив себе новим лідером Родоводу, прибравши з групи Джиммі Усо та менеджера Пола Геймана і додавши у склад Тама Тонгу, Тонга Лоа і Джейкоба Фату. Сікоа також почав називати себе новим вождем племені. Згодом Роудс почав ворогувати з Родоводом. На SummerSlam Коді переміг Сікоа в матчі за правилами самоанців й зберіг чемпіонський титул після втручання Романа. 13 вересня, в епізоді SmackDown Роудс знову успішно захистив титул у бою проти Сікоа, на цей раз в матчі в сталевій клітці. Після матчу на Роудса напав Родовід, перш ніж Рейнс вийшов і врятував його. Пізніше, тієї ж ночі Сікоа запропонував командний матч між ним і Фату проти Роудса і Рейнса на Bad Blood. Роудс спочатку відмовився, заявивши, що його ворожнеча з Родоводом закінчилася. Рейнс також звернувся до фанатів і заявив, що він є справжнім і єдиним вождем племені, а також, що ринг та вся WWE належить йому. Роудс вийшов до рингу, начебто натякаючи на матч-реванш між собою і Рейнсом, але вони обидва були атаковані Родоводом. Згодом Роудс і Рейнс таки підписали контракт, зробивши матч між командами офіційним для Bad Blood у рідному місті Коді — Атланті.

## Матчі
| №                                                    | Результати                                                                                    | Умови                                                                                                   | Час   |
| ---------------------------------------------------- | --------------------------------------------------------------------------------------------- | --- | ----- |
| 1                                                    | Сі Ем Панк переміг Дрю МакІнтайра утриманням опонента.                                        | Матч у «Пекельній клітці»                                                                               | 31:25 |
| 2                                                    | Ная Джакс (c) перемогла Бейлі утриманням опонентки.                                           | Одиночний матч за Чемпіонство WWE серед жінок                                                           | 14:10 |
| 3                                                    | Деміан Пріст переміг Фінна Балора утриманням опонента.                                        | Одиночний матч                                                                                          | 12:45 |
| 4                                                    | Рія Ріплі перемогла Лів Морган (c) (з «Брудним» Домініком Містеріо) по дискваліфікації.       | Одиночний матч за Чемпіонство світу серед жінок «Брудного» Домініка Містеріо замкнено в акулячій клітці | 14:00 |
| 5                                                    | Роман Рейнс та Коді Роудс перемогли Родовід (Соло Сікоа та Джейкоб Фату) утриманням опонента. | Командний матч                                                                                          | 25:50 |
| \| (c) \| – чемпіон(-и) на момент старту поєдинку \| |                                                                                               | |       |
| (c)                                                  | – чемпіон(-и) на момент старту поєдинку                                                       | |       |